# LL-förlaget
LL-förlaget är ett svenskt bokförlag som ger ut lättläst litteratur för vuxna och unga vuxna.
LL-förlaget ger ut cirka 15 titlar om året, både fack- och skönlitteratur. Förlagets uppdrag är att komplettera den kommersiella utgivningen av lättlästa böcker. Målgrupper för utgivningen är:
- Personer med intellektuell funktionsnedsättning
- Personer med neuropsykiatrisk funktionsnedsättning
- Äldre med demens
- Vuxna som håller på att lära sig svenska[2]

## Historik
LL-förlaget bildades på 1990-talet och hörde tidigare till det nu avvecklade Centrum för lättläst. Förlaget är sedan 2015 en del av Myndigheten för tillgängliga medier (MTM) som sedan 2020 är beläget i Malmö.